# Nizozemský institut v Paříži
Nizozemský institut v Paříži (francouzsky Institut néerlandais de Paris) je kulturní centrum v Paříži, které propaguje nizozemskou kulturu ve Francii. Nachází se v městském paláci hôtel de Lévis-Mirepoix na adrese Rue de Lille č. 121 v 7. obvodu. Institut byl otevřen v roce 1957.

## Činnost
Institut má za úkol představovat kulturu Nizozemska ve Francii. Organizuje proto různé kulturní akce jako výstavy, koncerty, konference, přednášky nebo filmová představení. Institut nabízí rovněž výuku nizozemštiny.